# Ні куля, ні шабля! (монета)
«Ні ку́ля, ні ша́бля!» — пам'ятна монета номіналом 5 гривень, випущена Національним банком України, присвячена легендарним воїнам Запорозької Січі — козакам-характерникам. Історик Дмитро Яворницький описував їх як лицарів, яких «ні вогонь, ні вода, ні шабля, ні звичайна куля, крім срібної, не брали». У наш час українські захисники, подібно до своїх предків, демонструють виняткову хоробрість, стійкість та вірність Батьківщині, продовжуючи славні традиції козацтва.
Монету введено в обіг 4 грудня 2024 року. Вона належить до серії «Збройні Сили України».
У день реалізації монети в інтернет-магазині НБУ, 19 грудня 2024 року, коли відбулася одна з наймасштабніших кібератак на урядові сайти Україні, продаж монети скасували і перенесли на наступний день.

## Опис монети та характеристики
| Номінал грн. | Метал      | Маса, г | Діаметр, мм | Якість виготовлення       | Гурт     | Тираж, штук |
| ------------ | ---------- | ------- | ----------- | ------------------------- | -------- | ----------- |
| 5            | нейзильбер | 16,54   | 35,0        | спеціальний анциркулейтед | рифлений | 75 000      |

### Аверс

«Характерник»,малюнок Василя Корнієнка, 1890-ті

На аверсі монети в центрі композиції зображено стилізовану постать військового, який обережно тримає в руках і захищає малий Державний Герб України — символ свободи та незалежності. Композиція символізує споконвічне прагнення українського народу жити у власній суверенній державі. На матовому тлі — ворожі кулі, що відбиваються від військового, так і не вразивши «української душі». Під гербом написи «УКРАЇНА», номінал «5», графічний символ гривні та рік карбування — «2024», ліворуч біля військового — логотип Банкнотно-монетного двору Національного банку України.

### Реверс
На реверсі монети на дзеркальному тлі зображено стилізований образ козака-характерника, який оберігає птаха — символ волі, що візуально нагадує тризуб. Композиція відображає зв'язок між сучасною війною та українським духом часів козаччини. На матовому тлі — зламані ворожі шаблі, що безсилі перед незламною любов'ю до рідної землі та прагненням до волі.

Весь тираж 75000 монет було випущено у сувенірних упаковках
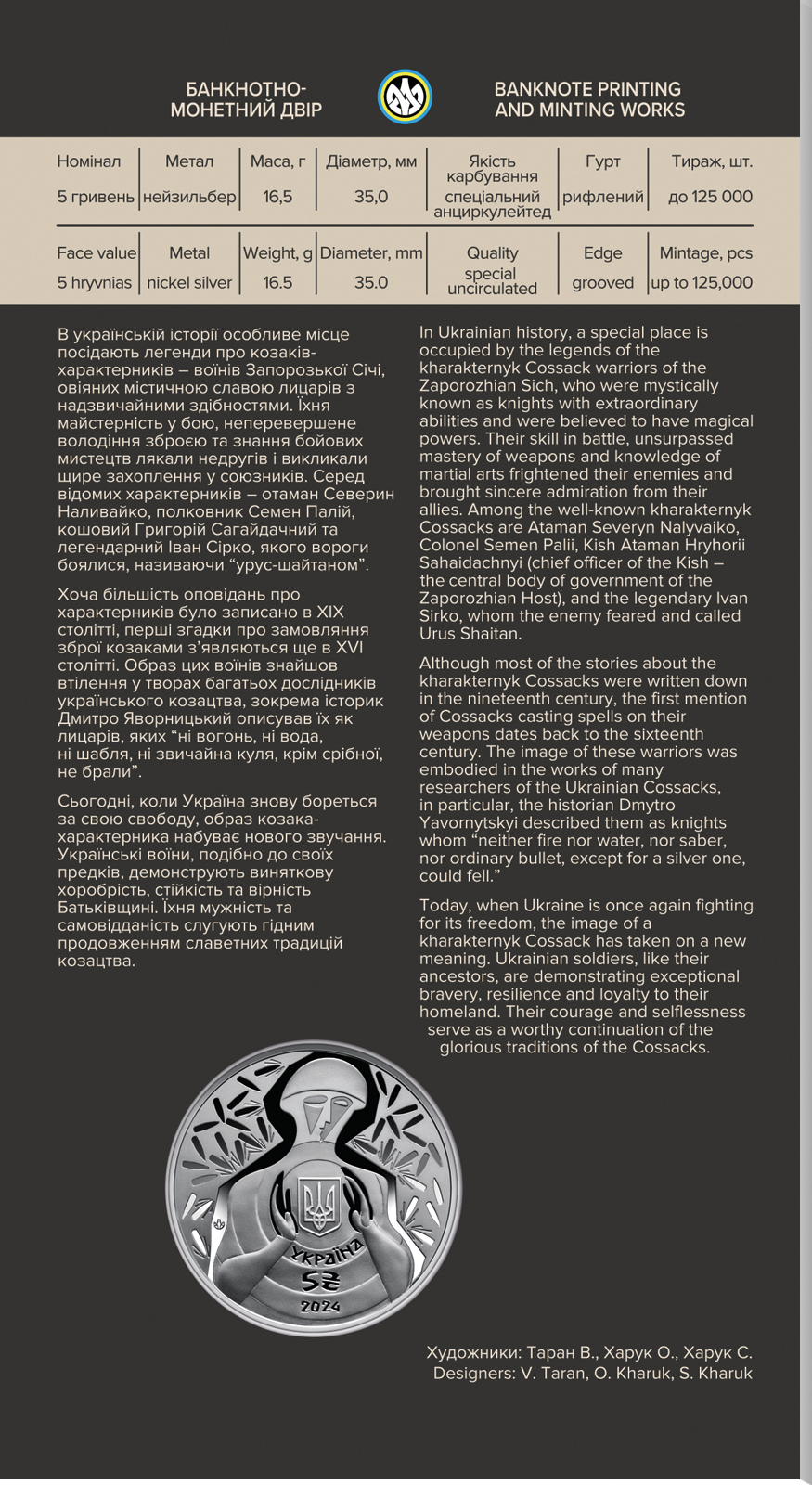
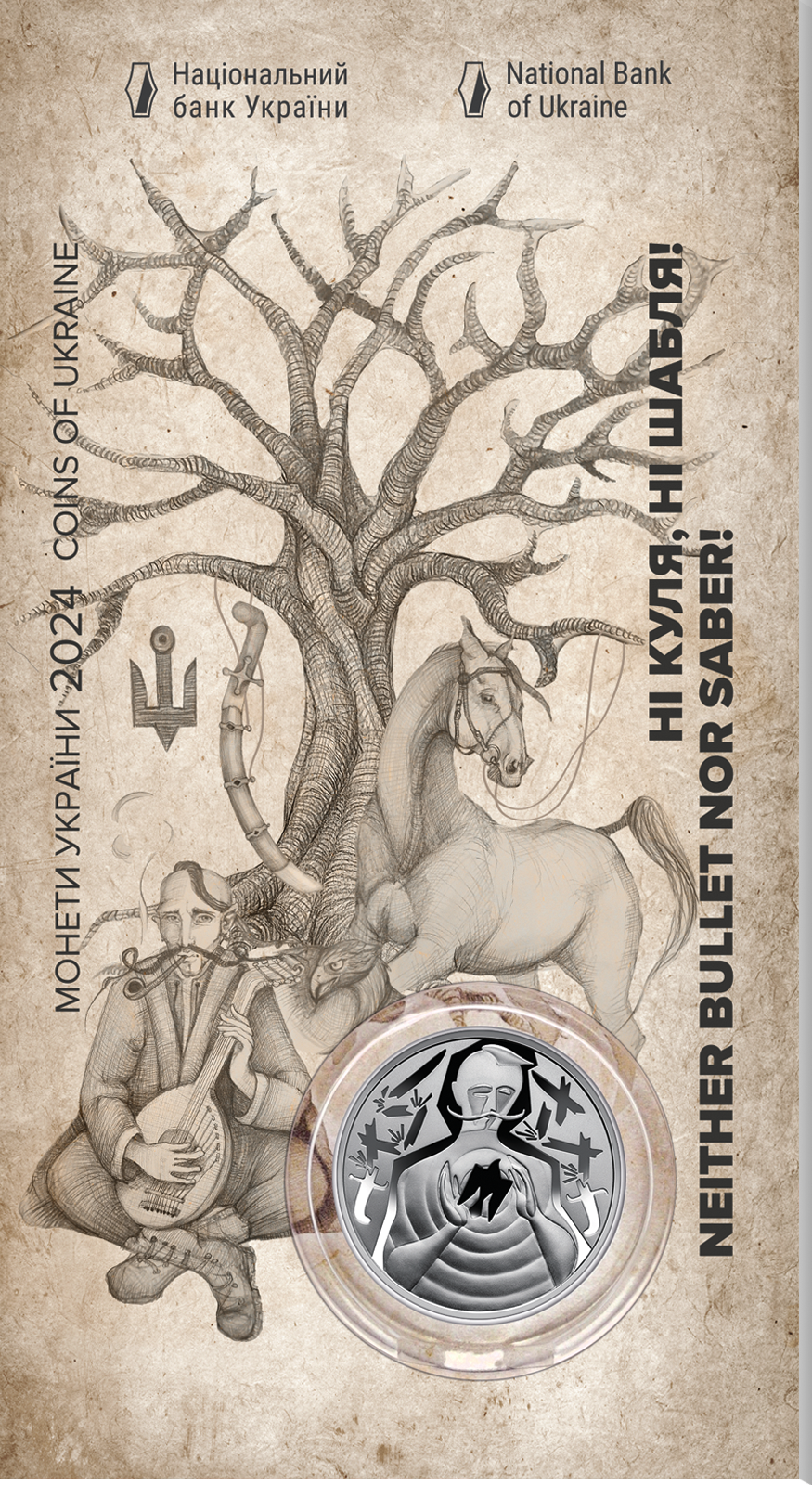

## Автори
- Художники: Таран Володимир, Харук Олександр, Харук Сергій.
- Скульптори: Атаманчук Володимир, Демяненко Анатолій.

## Вартість монети
Під час введення монети в обіг 2024 року, Національний банк України реалізовував монету за ціною 161 гривня.
Фактична приблизна вартість монети, з роками змінювалася так:
| Рік        | 2025 | 2026 | 2027 |
| ---------- | ---- | ---- | ---- |
| Ціна, грн. | 230  |      |      |